# 維利胡瓦特卡 (巴拉克列亞區)
49°25′9″N 36°56′20″E / 49.41917°N 36.93889°E
維利胡瓦特卡（烏克蘭語：Вільхуватка）是位於烏克蘭東部的村莊，由哈爾科夫州伊久姆區的薩溫齊市鎮負責管轄。該村始建於1800年，面積0.6平方公里，海拔高度83米，2001年人口296，人口密度每平方公里490.1人。